# Bayley (Wrestlerin)
Pamela Rose Martinez (* 15. Juni 1989 in Newark, Kalifornien, USA), besser bekannt unter ihrem Ringnamen Bayley, ist eine US-amerikanische Wrestlerin und steht derzeit bei World Wrestling Entertainment (WWE) unter Vertrag. Ihre bisher größten Erfolge sind der Erhalt der WWE Women’s Championship, der zweifache Erhalt der WWE Smack Down Women’s Championship, der zweifache Erhalt der WWE Women’s Tag Team Championship, der Erhalt der NXT Women’s Championship, sowie die Vervollständigung des Triple Crown und des Grand Slam in der WWE. Sie ist damit die erste Wrestlerin, die den Triple Crown und den Grand Slam vervollständigen konnte.

## Wrestling-Karriere

### Independent-Ligen (2008–2012)
Mit 18 Jahren begann Martinez im Jahr 2008 ihre Ausbildung zur professionellen Wrestlerin bei Jason Styles und Big Time Wrestling in Nordkalifornien. Im September des Jahres bestritt sie dort ihr erstes Wrestling-Match als Davina Rose. Von 2008 bis 2012 fanden die meisten ihrer Matches bei Big Time Wrestling statt, welches sie selbst als ihre „Heimat“-Liga angab. Zwischen 2011 und 2012 trat sie auch für andere Independent-Promotionen auf, darunter Championship Wrestling from Hollywood, Shine Wrestling und Shimmer Women Athletes. Bei Shimmer verlor Martinez ihre ersten Matches, bis sie 2012 bei Volume 48 gemeinsam mit Mia Yim ihre Gegnerinnen Melanie Cruise und Mena Libra besiegen konnte. Bei Volume 51 gewann sie schließlich ihr erstes Single-Match gegen Cherry Bomb.

### World Wrestling Entertainment (seit 2012)

#### Anfänge undNXT Women’s Champion(2012–2016)
Im Dezember 2012 unterzeichnete Martinez einen Vertrag bei WWE. Am 20. März 2013 gab sie unter dem neuen Ringnamen Bayley ihr NXT Fernseh-Debüt. Das Match gegen Paige verlor sie jedoch. Ihren ersten Sieg in einer NXT-TV-Show erlangte sie am 4. September 2013, als sie gemeinsam mit Charlotte in einem Tag Team-Match gegen Aksana und Alicia Fox gewinnen konnte.
Bei NXT TakeOver: Brooklyn am 22. August 2015 gewann Bayley gegen Sasha Banks und erhielt die NXT Women’s Championship. Diese konnte sie bei NXT TakeOver: Respect am 7. Oktober 2015 in einem Rückmatch gegen Banks verteidigen. Dieses Match war das erste 30-Minute Iron Man Match weiblicher Wrestler in der WWE und gleichzeitig der erste von Frauen getragene Main Event einer WWE Großveranstaltung. Am 1. April 2016 bei NXT Takeover: Dallas verlor Bayley den Titel an Asuka. Ein Rückmatch fand am 20. August 2016 bei NXT TakeOver: Brooklyn II statt, jedoch verlor Bayley auch dieses Match, welches zugleich ihr letztes bei NXT war.

#### Raw Women’s Champion(2016–2017)

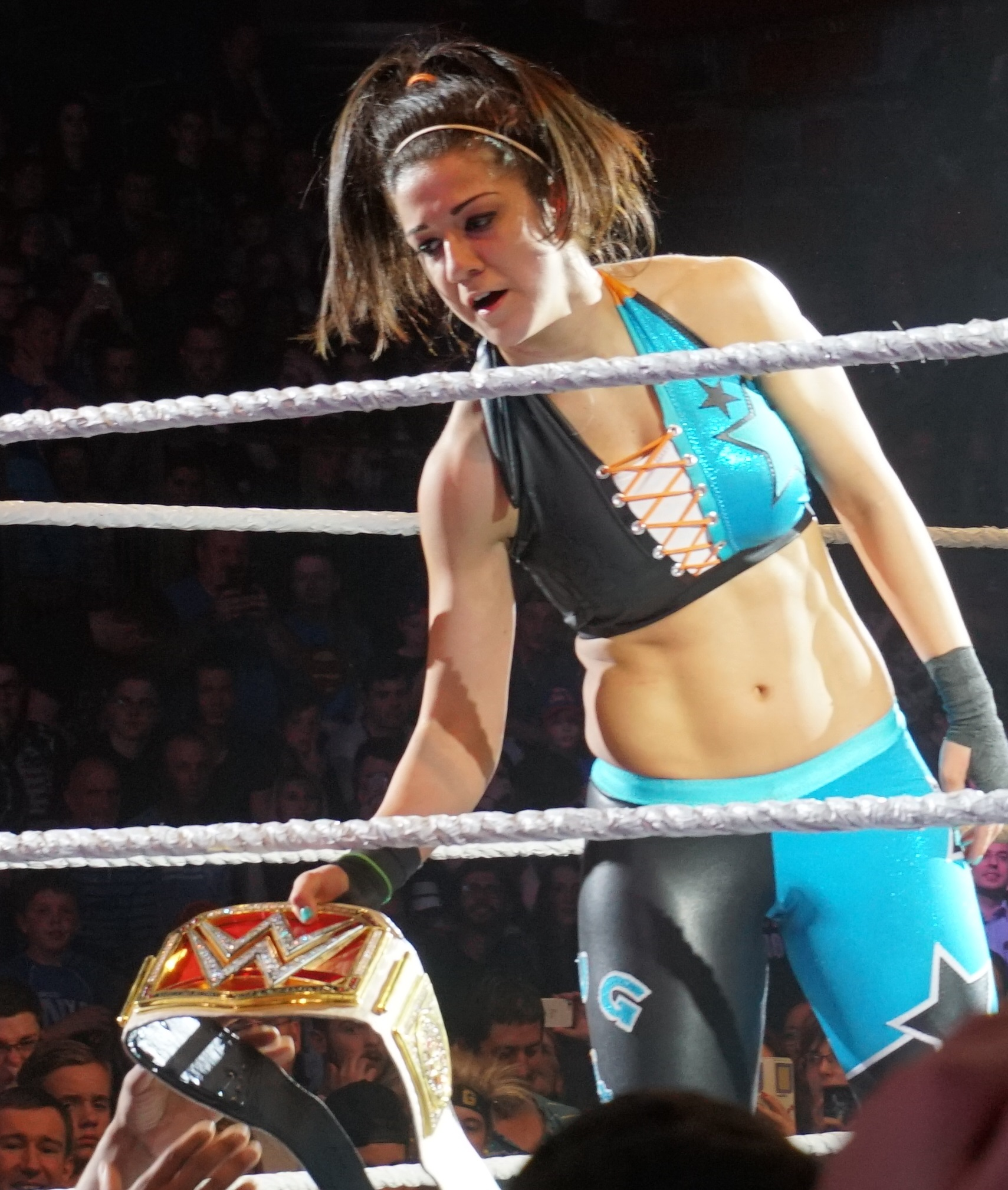
Bayley hielt die WWE Women’s Championship zweimal

Am 24. Juli 2016 debütierte Bayley als Überraschungspartnerin von Sasha Banks bei WWE Battleground. Gemeinsam konnten sie Charlotte Flair und Dana Brooke in einem Tag Team-Match besiegen. Ihr offizielles Debüt im Raw-Roster feierte sie am 22. August 2016 mit einem Sieg über Dana Brooke, mit der sich eine Fehde anschloss. Nach einigen erfolglosen Anläufen auf den Titel konnte Bayley schließlich in der Raw-Ausgabe vom 13. Februar 2017 Charlotte Flair besiegen und damit die Raw Women’s Championship gewinnen. Nach einigen Titelverteidigungen verlor sie den Titel bei Payback am 30. April 2017 an Alexa Bliss.

#### Boss 'N' Hug Connection undWomen’s Tag Team Champion(2017–2019)
Ende 2017 begannen Bayley und Sasha Banks eine Fehde mit Absolution, wobei sie jedoch zumeist verloren. Im ersten Royal-Rumble-Match der Frauen am 28. Januar 2018 trat Bayley als Nummer 29 in den Ring, sie wurde jedoch schnell von ihrer besten Freundin Sasha Banks eliminiert. Beim nachfolgenden Pay-per-View Elimination Chamber nahm sie am ersten Elimination Chamber-Match der Frauen teil, wurde jedoch von Alexa Bliss nach einem Angriff von Banks eliminiert. In den nächsten Wochen implodierte die Freundschaft von Bayley und Banks nach wochenlanger Spannung. So kam es in der Raw-Ausgabe vom 26. März 2018 zu einem Backstage-Brawl der beiden, der von Offiziellen aufgelöst werden musste. Kurz danach, in der Kickoff-Show von WrestleMania 34, warf Bayley in der Wrestlemania Women’s Battle Royal Banks aus dem Ring und eliminierte sie so aus dem Match. Am ersten Tag des Superstar Shake-Up am 16. April 2018 trat Bayley in einem Match gegen Banks an, das in einem No-Contest endete, nachdem The Riott Squad eingegriffen hatten. Am 18. Juni verloren Bayley und Banks ein Tag Team-Match gegen Liv Morgan und Sarah Logan vom Riott Squad. Nach dem Match gerieten Bayley und Banks wieder backstage aneinander, was ihre ehemalige Freundschaft weiter belastete. Später am selben Abend folgte Bayley Sasha Banks auf den Parkplatz vor der Halle, um sich mit ihr auszusprechen, aber Banks lehnte dies ab und fuhr mit ihrem Wagen davon. In der folgenden Woche verloren Bayley und Banks ein weiteres Match gegen The Riott Squad. Im Anschluss an das Match attackierte Bayley Banks von hinten, was dazu führte, dass Raw General Manager Kurt Angle beide in der folgenden Woche innerhalb der Storyline zu einer Beratungssitzung schickte, um dort ihre offensichtlichen Probleme zu lösen. In der Raw-Ausgabe vom 16. Juli 2018 gestand Banks, dass Bayley ihr trotz aller Differenzen immer noch sehr viel bedeute. Die beiden versöhnten sich daraufhin und bildeten das Tag Team The Boss 'N' Hug Connection.
Am 17. Februar 2019, bei Elimination Chamber, konnten Banks und Bayley das Women’s Elimination Chamber Tag Team-Match gegen fünf andere Teams gewinnen, wodurch sie gleichzeitig die ersten Titelträgerinnen der Anfang des Jahres neu eingeführten WWE Women’s Tag Team Championship wurden. Diese Titel verloren sie bei Wrestlemania 35 am 7. April 2019 an The IIconics (Billie Kay und Peyton Royce). Nach dem Titelverlust wurde das Tag Team aufgelöst.

#### SmackDown Women’s Champion, Women’s Tag Team Champion und Heel-Turn (2019–2021)

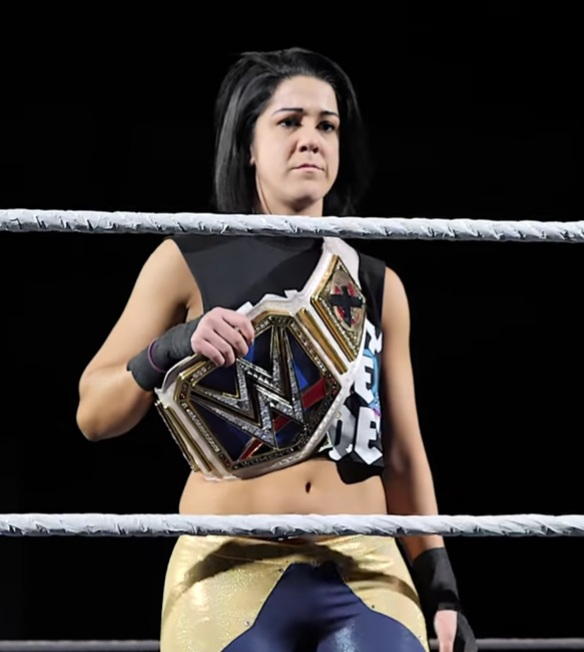
Zudem hielt Bayley zweimal die SmackDown Women’s Championship was sie zum vierfachen World Champion macht

Im Rahmen des Superstar Shake-Up 2019 wechselte Bayley am 16. April 2019 von Raw zu SmackDown. Am 19. Mai 2019 gewann Bayley bei Money in the Bank das Ladder Match um den Money in the Bank Contract. An diesem Match waren auch Ember Moon, Mandy Rose, Natalya, Naomi, Carmella, Nikki Cross und Dana Brooke beteiligt. Am selben Abend löste sie ihren Money in the Bank Contract erfolgreich gegen Charlotte Flair ein, die kurz zuvor Becky Lynch besiegt hatte und dadurch zum wiederholten Male SmackDown Women’s Champion geworden war. Damit sicherte sich Bayley ihre erste SmackDown Women’s Championship und wurde gleichzeitig erster weiblicher Grand Slam Champion der WWE, da sie somit alle vier existierenden Frauen-Titel innerhalb der Liga mindestens einmal gewonnen hatte.
Am 2. September 2019 vollzog Bayley den ersten Heel-Turn ihrer Karriere, indem sie gemeinsam mit Sasha Banks Becky Lynch attackierte. Kurz darauf veränderte sie auch ihren allgemeinen Look und zerstörte die farbenfrohen Tubemen, die auf der Bühne bisher immer ihren Entrance begleitet hatten. Am 6. Oktober 2019 verlor sie die SmackDown Women’s Championship bei Hell in a Cell wieder an Charlotte Flair. Wenige Tage später, am 11. Oktober 2019, gewann sie die SmackDown Women’s Championship bei Friday Night SmackDown von Charlotte Flair zurück. Am 5. Juni 2020 gewann sie zusammen mit Sasha Banks zusätzlich die WWE Women’s Tag Team Championship, indem beide das Team aus Alexa Bliss und Nikki Cross besiegten. Damit wurde sie gleichzeitig zur ersten Wrestlerin der WWE, die gleichzeitig eine Haupt- und eine Tag Team-Championship tragen durfte. Am 30. August 2020 verloren sie die WWE Women’s Tag Team Championship, nach einer Regentschaft von 86 Tagen an Shayna Baszler und Nia Jax.
Nach dem Titelverlust turnte sie gegen Sasha Banks. Am 25. Oktober 2020 verlor sie bei Hell In A Cell den SmackDown Women’s Championship nach einer Regentschaft von 380 Tagen an Banks. Am 9. Juli 2021 wurde bekannt gegeben, dass sie sich einen Kreuzbandriss zugezogen habe und neun Monate pausieren muss.

#### Damage Control und vierter World Title (seit 2022)
Am 30. Juli 2022 kehrte sie zum SummerSlam 2022 zurück und konfrontiere Bianca Belair. Am 1. August 2022 gründete sie bei Raw zusammen mit Dakota Kai und Iyo Sky das Stable Damage Control (Damage CTRL), das in der Folge unter anderem mit Becky Lynch fehdete. Beim SummerSlam 2023 half Bayley ihrer Stable Kollegin Io Sky die WWE Women’s Championship zu gewinnen.
Am 28. Januar 2024 gewann sie den Royal Rumble. Sie nahm am Rumble Match mit der Startnummer 3 teil, als letzte Gegnerin eliminierte sie Liv Morgan. Kurz darauf wurde sie aus Damage CTRL ausgeschlossen, das mittlerweile um Asuka und Kairi Sane erweitert worden war. Folglich entschied Bayley sich bei dem mit dem Rumble-Sieg verbundenen Titelmatch für ein Match gegen Io Sky um die WWE Women’s Championship bei WrestleMania XL, das Bayley gewann. Sie verlor den Titel beim SummerSlam nach knapp 4 Monaten Regentschaft gegen Nia Jax.

## Titel und Auszeichnungen

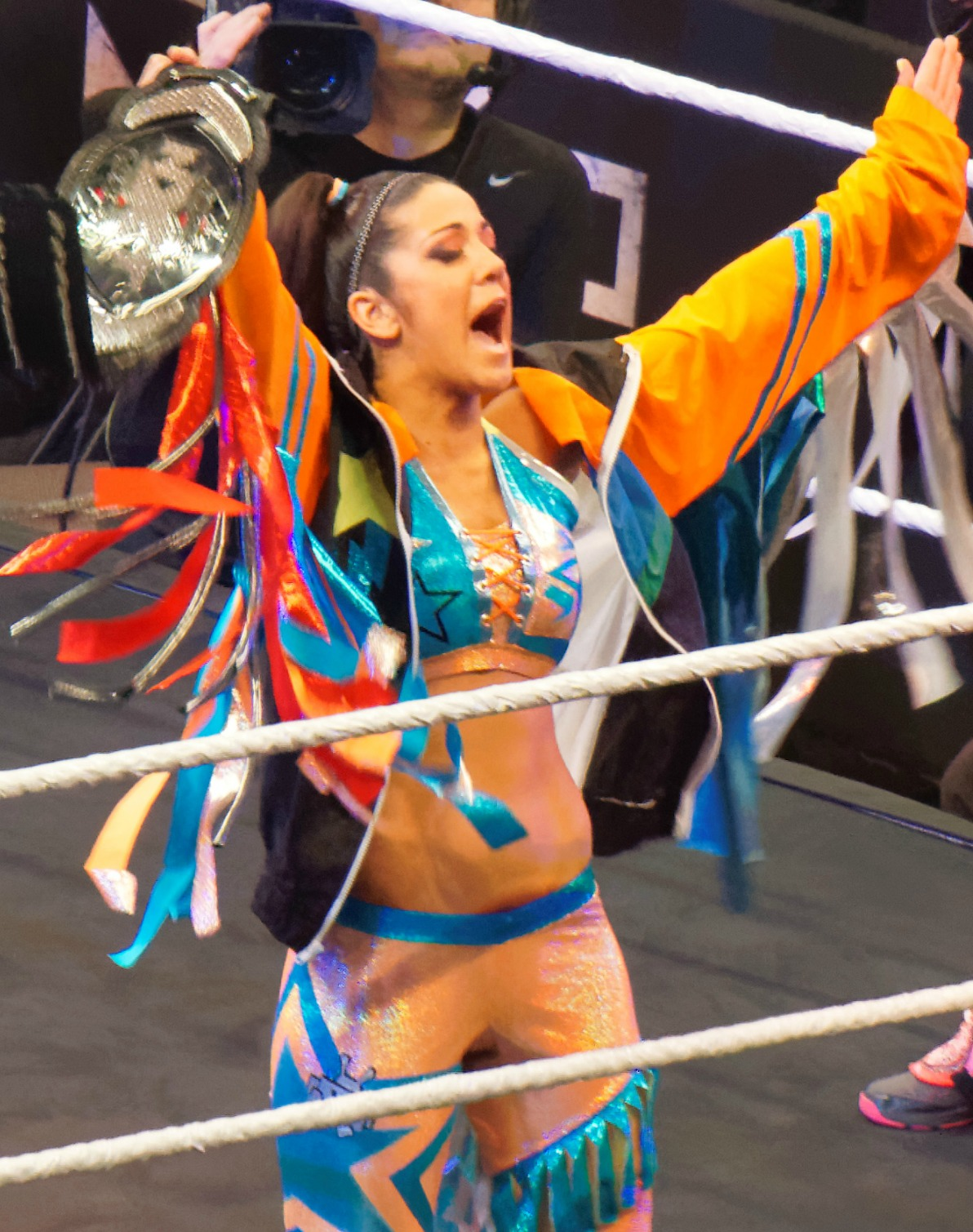
Bayley als NXT Women’s Champion bei NXT TakeOver: Dallas 2016

### Titel
- World Wrestling Entertainment
  - 1× NXT Women’s Champion
  - 2× WWE SmackDown Women’s Champion (längste Regentschaft)
  - 2× WWE Women’s Champion
  - 2× WWE Women’s Tag Team Champion mit Sasha Banks

### Auszeichnungen
- Pro Wrestling Illustrated
  - 2020: Platz 1 der Top 100 Wrestler im PWI Women's 100

- World Wrestling Entertainment
  - 2019: Women’s Money in the Bank Sieger
  - 2024: Women’s Royal Rumble Sieger